# 异叶忍冬
异叶忍冬（学名：Lonicera heterophylla）是忍冬科忍冬属的植物。分布于中亚山区以及中国大陆的新疆等地，生长于海拔2,000米至2,500米的地区，一般生于山坡林间阴处，目前尚未由人工引种栽培。

## 异名
- Lonicera karelinii Bunge ex P. Kirilov.